# 斜里警察署
斜里警察署（しゃりけいさつしょ）は、北海道警察北見方面本部が管轄する警察署の一つである。

## 沿革
- 1888年（明治21年）：網走警察署斜里分署として発足。
- 1926年（昭和02年）：斜里警察署に昇格。
- 1948年（昭和23年）：警察法施行に伴い、自治体警察斜里町警察署設置。
- 1954年（昭和29年）：警察法改正により北海道警察に統合され、北見方面斜里警察署と改称。

## 組織
- 署長
- 副署長
- 警務課（警務係、犯罪被害者支援係、相談係、管理係）
- 会計係
- 刑事・生活安全課（生活安全係、刑事係）
- 地域・交通課（地域係、交通係）
- 警備係

## 駐在所
括弧内は所在地を表す。

### 斜里町
- ウトロ駐在所（斜里郡斜里町ウトロ26）
- 中斜里駐在所（斜里郡斜里町字中斜里22-51）

### 清里町
- 清里駐在所（斜里郡清里町羽衣43-8）
- 札弦駐在所（斜里郡清里町札弦9-3）
- 緑駐在所（斜里郡清里町緑町7-21）

### 小清水町
- 小清水駐在所（斜里郡小清水町南町1-6-1）
- 浜小清水駐在所（斜里郡小清水町字浜小清水41）

## 不祥事
- 2012年8月：道警は署長をセクハラの疑いで本部警務部付に更迭し、8月10日付で豊平警察署副署長の警視を後任の署長に充てる人事を発表した[1]。同年9月に釧路地方検察庁は前署長を不起訴処分とし道警は、停職3ヶ月の処分とし、前署長は7日付で依願退職した[2]。